# Kazan (imperador)
Imperador Kazan (花山天皇, Kazan-tennō, 968—1008) foi o 65º imperador do Japão, na lista tradicional de sucessão.

## Vida
Antes de sua ascensão ao trono do crisântemo , seu nome pessoal era Morosada. Morasada era o filho mais velho do imperador Reizei . Sua mãe era Fujiwara no Kaneko / Kaishi (藤原懐子), que era filha do Sesshō Fujiwara no Koretada. Morasada também era irmão do imperador Sanjō.
Reinou de 984 a 986. Em 6 de outubro de 984 (primeiro ano de Eikan), no 15º ano do reinado do imperador En'yu (円融天皇15年), este abdicou; e a sucessão foi recebida por seu sobrinho, o Imperador Kazan que contava com dezessete anos de idade no momento da sucessão.
Enfrentou uma luta política difícil que passava no interior do Clã Fujiwara; e com dezenove anos foi manipulado a abandonar o trono por Fujiwara no Kaneie.
Em 23 de agosto de 986  (segundo ano de Kanna), o Príncipe Iyasada foi apontado como príncipe herdeiro aos onze anos de idade, Kazan abdicou, e passou a residir em Gangyō-ji, onde se tornou um tornando-se um monge budista ; e seu nome sacerdotal foi Nyūkaku. Quando o Imperador Kanzan abandonou o mundo para as ordens sagradas, um neto de  Kaneie subiu ao trono como Imperador Ichijo (o 66º soberano); e, em devido tempo, outro neto iria seguir no trono como Imperador Sanjo (o 67º soberano).
Nyūkaku passou a fazer várias peregrinações, com um monge chamado Tokudo Shonin. Inclusive restaurando a chamada Peregrinação Kannon, que envolvia viajar para 33 localidades em oito províncias da Região de Tōkaidō ( Awa, Hitachi, Kazusa, Kōzuke, Musashi, Sagami, Shimōsa e Shimotsuke). Resolveu realizar a peregrinação após ter uma visão de  Kannon Bosatsu que lhe afirmava que ela lhe traria a libertação do sofrimento.
Daijō-tennō Kazan morreu com a idade de 41 anos no 8º dia do segundo mês do quinto ano de Kankō (17 de março de 1008). Kazan é tradicionalmente venerado em um memorial no santuário xintoísta em Quioto. A Agência da Casa Imperial designa este local como Mausoléu de Kazan. E é oficialmente chamado Kamiya no Hotori no misasagi.

## Daijō-kan
- Kanpaku, Fujiwara no Yoritada , (924-989).[4]
- Daijō Daijin , Fujiwara no Yoritada.[4]
- Sadaijin , Fujiwara no Kaneie, (929-990).[4]